# فيتالي آب
فيتالي آب (بالألمانية: Vitalij Aab)‏، (مواليد 14 نوفمبر 1979 في قراغندي بجمهورية كازاخستان السوفيتية الاشتراكية) ،هو لاعب محترف في لعبة هوكي الجليد ويحمل الجنسية الكازاخية والألمانية.

## روابط خارجية
- فيتالي آب على موقع EliteProspects.com (الإنجليزية)
- فيتالي آب على موقع Eurohockey.com (الإنجليزية)
- فيتالي آب على موقع HockeyDB.com (الإنجليزية)